# Convento de Nuestra Señora de la Merced (Soria)
El convento de Nuestra Señora de la Merced es la actual sede de la Fundación Duques de Soria que se encuentra en la ciudad de Soria (España). En origen la iglesia del convento se consagró con el nombre de San Martín de Canales pero su advocación cambió cuando fue ocupada por los frailes mercedarios.

## Historia
Los friales de la Orden de la Merced llegaron a la ciudad aproximadamente en 1387 sin que, excepcionalmente, hubiera ninguna casa noble ni apoyo real que les respaldara. Esta situación no era habitual pero tampoco disparatada. A veces las distintas órdenes, que competían entre sí por conseguir acomodo en ciudades importantes, irrumpían en las mismas refugiándose en algún lugar abandonado. En este caso lo hicieron en el convento de la Orden de San Agustín bajo la advocación del Santi Spiritu, cerca del río. En 1499 un incendio les obligó a desalojarlo siendo amparados por los canónigos de la colegiata de San Pedro que optaron algún tiempo después por expulsarlos sin aviso previo. Entonces organizaron una manifestación piadosa. Una noble señora se enteró de sus apuros y encontró una solución a los expulsados cediéndoles su palacio. A escasos metros se encontraba la pequeña parroquia de San Martín de Canales. Los mercedarios hicieron un acuerdo con el párroco y le ofrecieron quedarse con la iglesia ya que tenía muy pocos parroquianos.
La parroquia de San Martín de Canales daba nombre a una de las 16 cuadrillas que había en la ciudad, unida posteriormente con las cuadrillas de Santo Tomé y San Clemente por el bajo número de vecinos que las habitaban.

## Iglesia

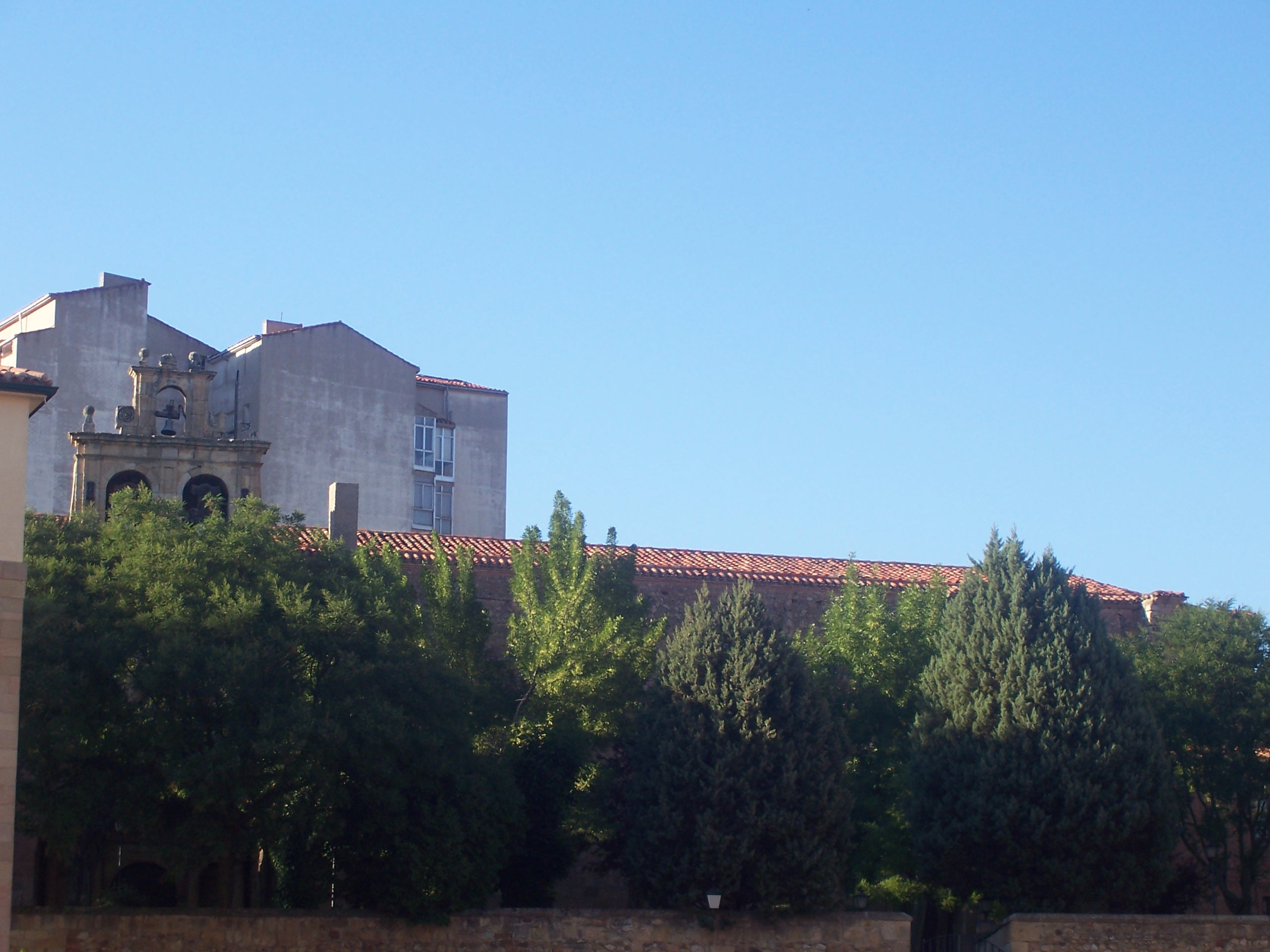
Iglesia de Nuestra Señora de la Merced

Se reconstruyó en el siglo XVI en estilo gótico casi por completo de nueva planta, quedando únicamente la portada primitiva a partir de lo cual se continuó la obra en todas direcciones hasta resultar una iglesia espaciosa en que el arco de comunicación con el convento vino a servir de entrada principal, construyendo una portada churigueresca y tapiando la puerta primitiva. La espléndida portada tiene un amplio soportal de bóveda de medio punto, coronada por una torre-espadaña realizada en 1601.
La antigua iglesia del convento de los Mercedarios, de la que fuera comendador o prior Tirso de Molina, fue restaurada en el siglo XX y convertida en aula cultural de la Diputación Provincial. Es un templo de una nave, cubierta con bóvedas de crucería y estrelladas, con presbiterio de planta pentagonal que presenta bóveda 
estrellada con combados y media estrella de seis puntas.
En el siglo XVIII se realizó el gran retablo mayor barroco que se encuentra actualmente ubicado en la capilla de Nuestra Señora del Azogue en la Concatedral de San Pedro. Posteriormente, se colocó otro retablo, del cual se conservaba según Nicolás Rabal una urna en que se hallaba colocada una escultura de San Pedro Nolasco. Este retablo, se vendió por setenta pesetas a unos franceses, quienes lo hicieron astillas para aprovechar únicamente la gruesa capa de oro, despreciando la parte escultural y de tallado que valía mucho más.
Al blanquear con cal aquellas bóvedas en otro tiempo, se perdieron los preciosos frescos de los que aún se veían restos en el cascarón de la capilla mayor antes de la restauración. El camarín de Nuestra Señora de la Merced, fue construido y pintado, al mismo tiempo que las bóvedas de la iglesia. Las pinturas son de la escuela de Claudio Coello y realizadas por Juan Zapata Ferrer, del siglo XVIII. Su forma es la de una pequeña cúpula elíptica, realmente montada en la techumbre, pero figurada no más en las paredes planas. Las cornisas y columnas que aparentan sostener esta cúpula, los ángeles graciosamente colocados con el escapulario, los grillos, las cadenas y otros emblemas de la orden, un cuadro de la gloria con una multitud de preciosas figuras; una puerta imitando a la de entrada al camarín para hacer más simetría y un fraile en su confesonario, esperando al penitente tras de la celosía.

## Convento

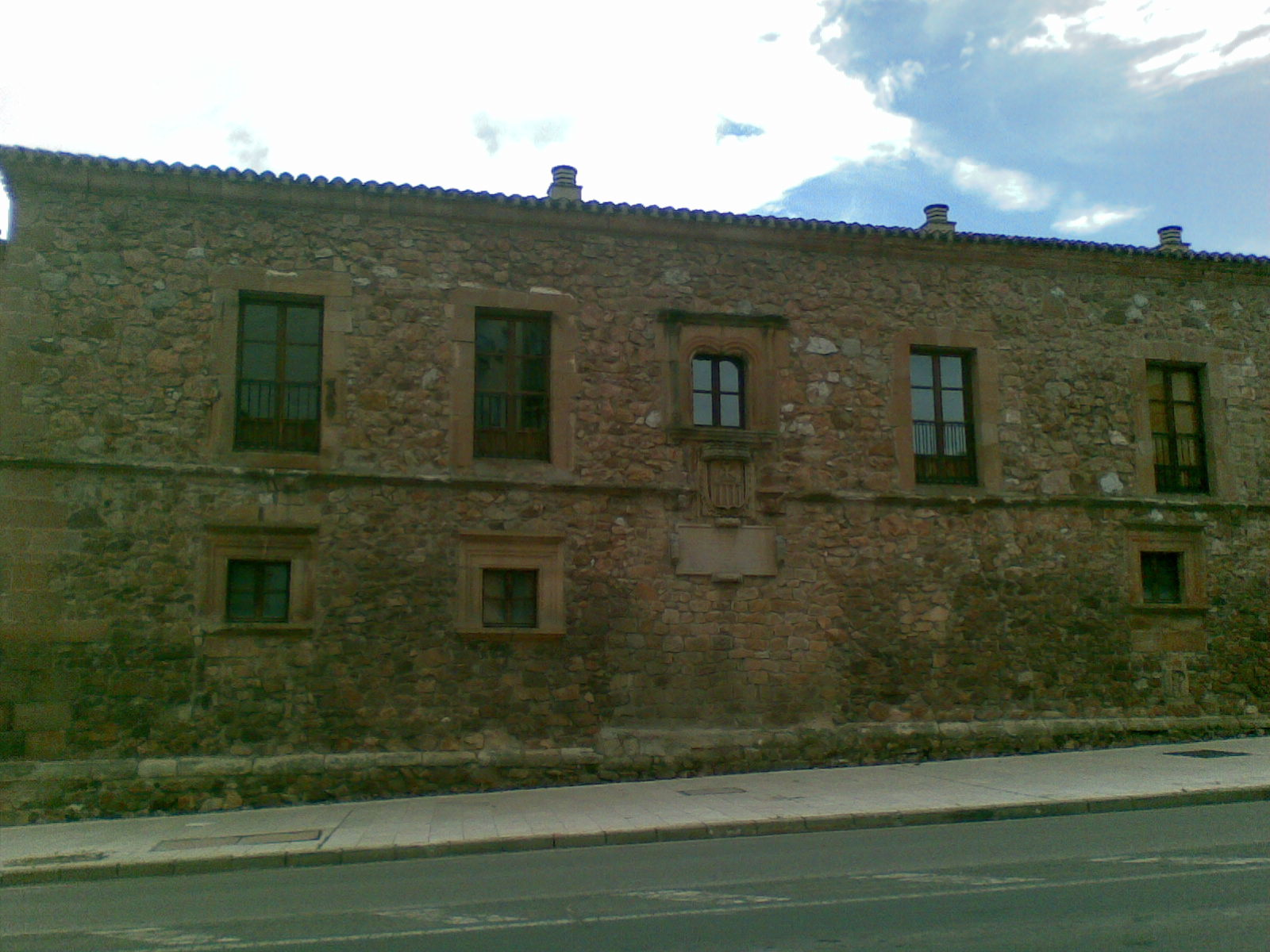
Convento de Nuestra Señora de la Merced.

El convento es la actual sede de la Fundación Duques de Soria, destaca por sus patios y su romanticismo. Una placa situada en la fachada principal, bajo una ventana de curioso arco y escudo en piedra de la orden mercedaria, recuerda a Tirso de Molina en estos términos: "En esta santa casa vivió el maestro Fray Gabriel Téllez presentado y comendador de la orden de Nuestra Señora de la Merced predicador, teólogo y poeta siempre grande. Con el nombre supuesto de Tirso de Molina escribió muchas comedias notabilísimas. En el III centatenario de su Fallecimiento la Excma. Diputación Provincial de Soria mandó grabar esta inscripción".

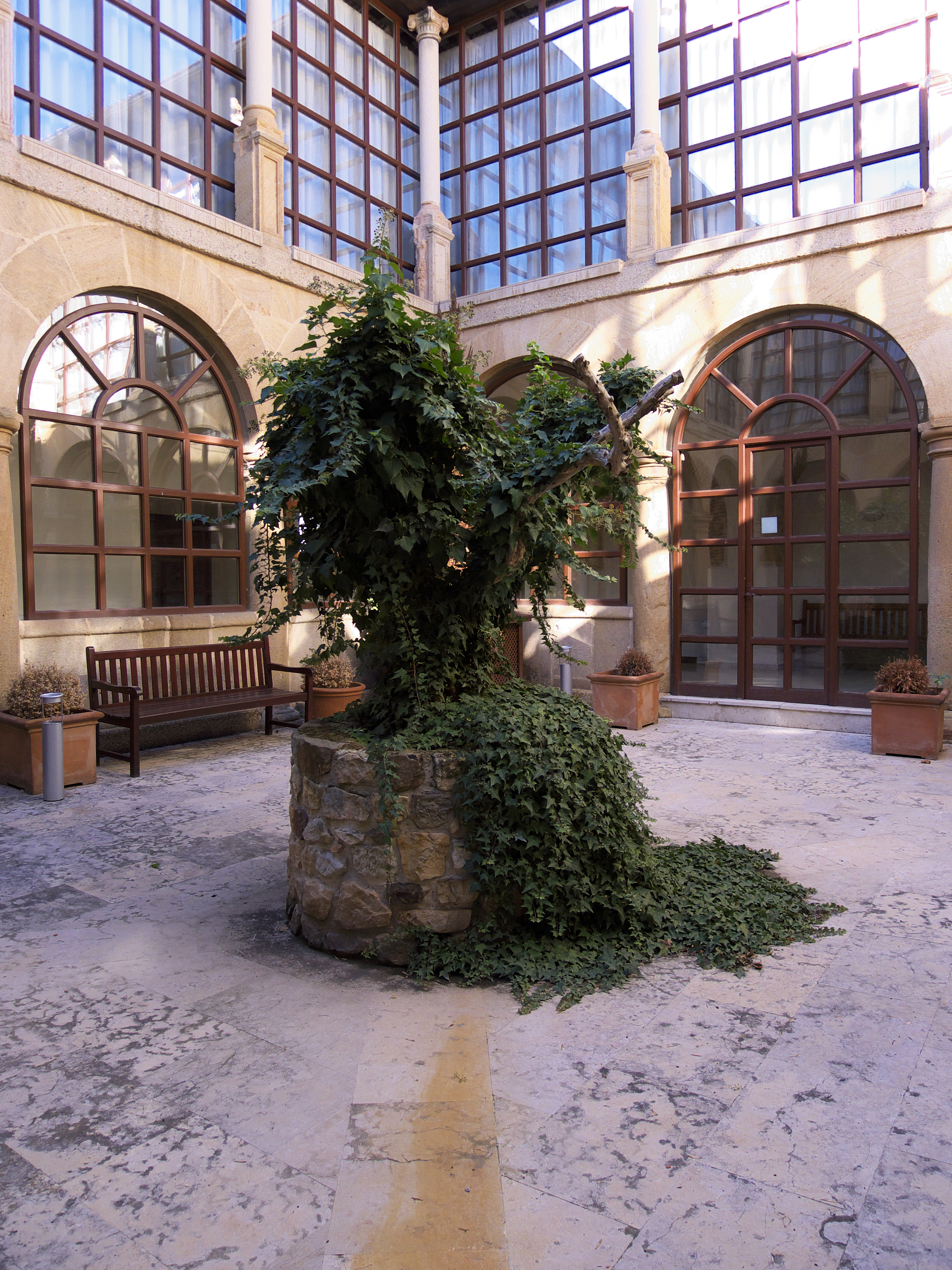
Patio principal.

El patio principal es de planta cuadrangular con cuatro arcos por crujía, presenta dos pisos con una galería de arcos de medio punto de columnata dórica sobre la que descansa el piso superior adintelado con columnillas jónicas. Se haya parcialmente modificado ya que los vanos están acristalados y en el piso superior se ha suprimido la balaustrada original ricamente decorada, quedando las columnas jónicas sobre altos plintos. Guarda relación estilística con el patio del Palacio de los Condes de Gómara.
En los jardines situados frente al convento, de carácter romántico, se encuentra una magnífica escultura realizada por el norteamericano Greg Wyatt que representa una alegoría de Don Quijote y el Rey Lear, en un homenaje a Miguel de Cervantes y William Shakespeare en el cuarto centenario de la muerte de estos dos escritores universales. La estatua, instalada en 2016, está realizada en bronce y tiene 2,5 toneladas de peso y cuatro metros de altura; siendo la primera que el escultor ha inaugurado en España.